# Rudelzhausen
Rudelzhausen ist eine Gemeinde im nördlichen Landkreis Freising im Regierungsbezirk Oberbayern.

## Geographie

### Geographische Lage
Rudelzhausen liegt im Donau-Isar-Hügelland im Einzugsbereich der Abens.

### Gemeindegliederung
Es gibt 50 Gemeindeteile (in Klammern ist der Siedlungstyp angegeben):
- Agstall (Dorf)
- Aich (Einöde)
- Aign (Weiler)
- Berg (Dorf)
- Bergham (Weiler)
- Bergmühle (Weiler)
- Birnfeld (Einöde)
- Enzelhausen (Dorf)
- Furth (Weiler)
- Furthmühle (Einöde)
- Giebitz (Einöde)
- Grafendorf (Kirchdorf)
- Grub (Weiler)
- Grünberg (Dorf)
- Hagmühle (Einöde)
- Hebrontshausen (Pfarrdorf)
- Hemersdorf (Weiler)
- Iglsdorf (Dorf)
- Kirchdorf (Pfarrdorf)
- Kleinbirnfeld (Einöde)
- Kohlmühle (Einöde)
- Kreuth (Einöde)
- Kronthal (Weiler)
- Lohschneider (Einöde)
- Maierhof (Einöde)
- Moosbach (Weiler)
- Moosmühle (Einöde)
- Neubauer (Einöde)
- Niederhinzing (Dorf)
- Niederreith (Einöde)
- Notzenhausen (Dorf)
- Oberhinzing (Weiler mit Kirche)
- Oberreith (Weiler)
- Peterloh (Einöde)
- Pimmerdorf (Einöde)
- Pittersdorf (Weiler)
- Pumpernudl (Weiler)
- Ried (Einöde)
- Rudelzhausen (Dorf)
- Schlag (Einöde)
- Schwaiba (Weiler)
- Stolzhof (Einöde)
- Straßhäusl (Einöde)
- Straßlehen (Einöde)
- Tegernbach (Pfarrdorf)
- Traich (Weiler)
- Unterau (Einöde)
- Weiher (Weiler)
- Weingarten (Weiler)
- Winklmann (Einöde)

Die Gemeinde besteht aus den Gemarkungen Berg, Enzelhausen, Grafendorf, Grünberg, Hebrontshausen, Kirchdorf, Rudelzhausen und Tegernbach. Siedlungsschwerpunkte der Gemeinde bilden Rudelzhausen und Tegernbach. Die beiden historischen Orte Kirchdorf und Rudelzhausen sind heute fast zusammengewachsen.

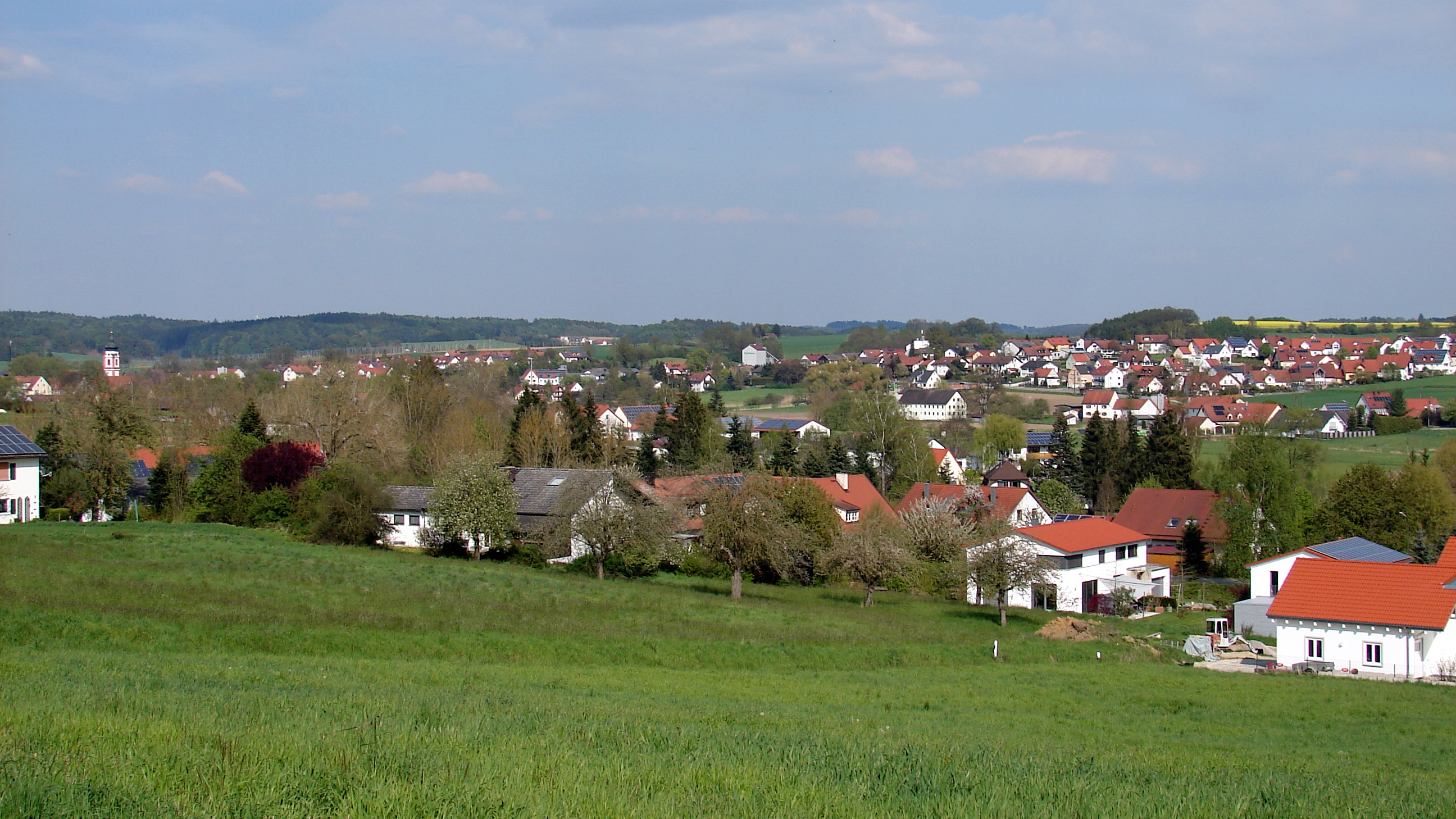
Ortsansicht von Rudelzhausen

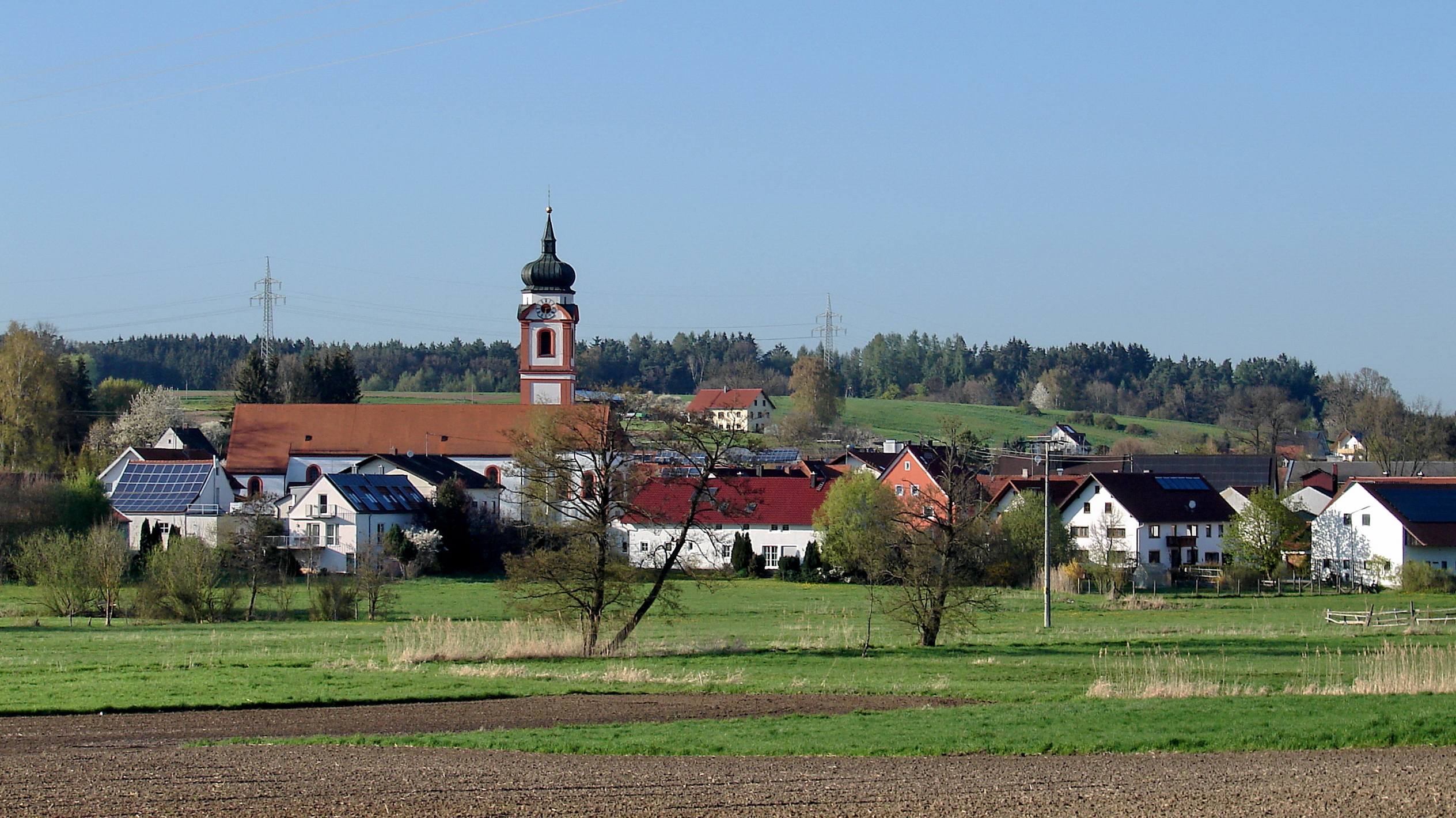
Blick auf den Ortsteil Kirchdorf der Gemeinde Rudelzhausen

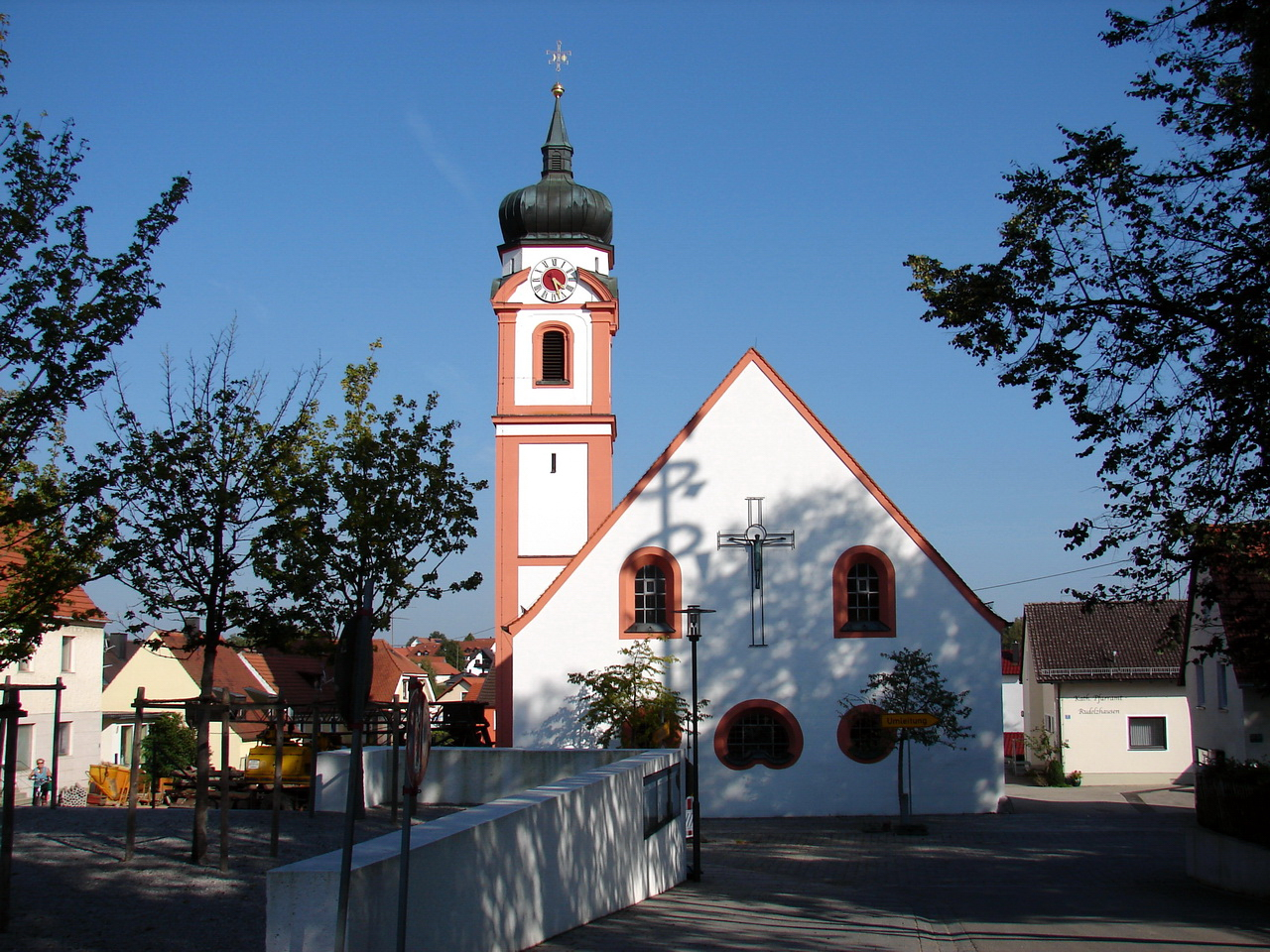
Pfarrkirche Mariä Himmelfahrt im Gemeindeteil Kirchdorf

## Geschichte

### Bis zur Gemeindegründung
Rudelzhausen wurde 778 als Hrodolfeshusir erstmals urkundlich erwähnt. Der Ort gehörte zum Rentamt Landshut und zum Landgericht Moosburg des Kurfürstentums Bayern. Im Zuge der Verwaltungsreformen in Bayern entstand mit dem Gemeindeedikt von 1818 die Gemeinde Enzelhausen, zu der auch der Ortsteil Rudelzhausen gehörte.

### Eingemeindungen
Im Zuge der Gebietsreform in Bayern wurden am 1. Juli 1972 die Gemeinden Grünberg und Teile der Gemeinde Berg in die Gemeinde Enzelhausen eingegliedert. Enzelhausen, Tegernbach und Teile der aufgelösten Gemeinde Grafendorf wurden schließlich am 1. Mai 1978 zur neuen Gemeinde Rudelzhausen zusammengefasst.

### Religionen
Katholische Pfarrgemeinden gibt es in Kirchdorf und Tegernbach. Rudelzhausen gehört zum Zuständigkeitsbereich der evangelisch-lutherischen Kirchengemeinde Mainburg.

### Einwohnerentwicklung
Zwischen 1988 und 2018 wuchs die Gemeinde von 2448 auf 3416 um 968 Einwohner bzw. um 39,5 %.
| Jahr      | 1961 | 1970 | 1987 | 1991 | 1995 | 2000 | 2005 | 2010 | 2015 | 2020 |
| --------- | ---- | ---- | ---- | ---- | ---- | ---- | ---- | ---- | ---- | ---- |
| Einwohner | 2295 | 2315 | 2390 | 2609 | 2800 | 3015 | 3154 | 3202 | 3325 | 3490 |

## Politik

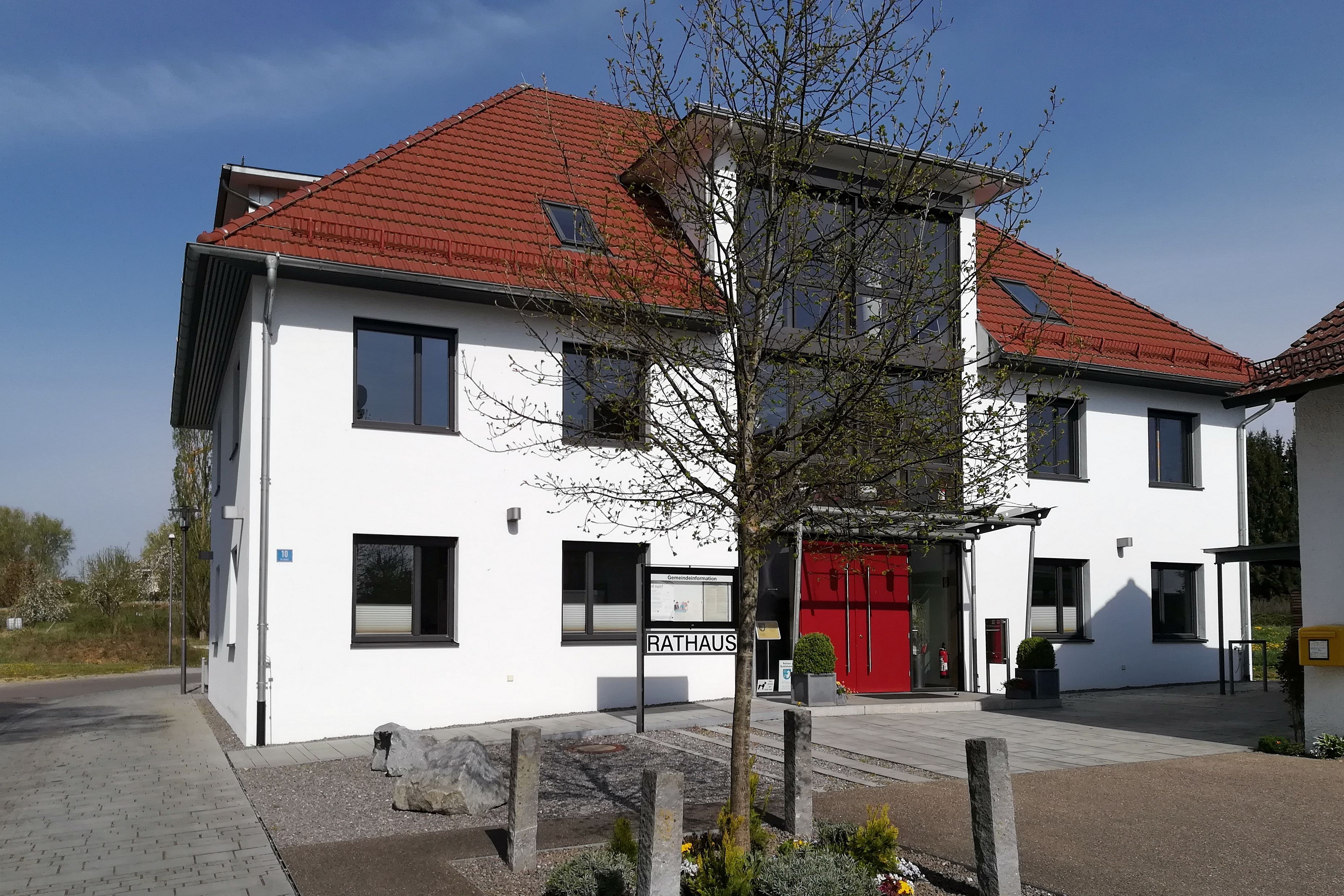
Rathaus der Gemeinde Rudelzhausen

### Bürgermeister und Gemeinderat
Von 1978 bis 1986 war Lorenz Kronthaler Erster Bürgermeister der neu zusammengefassten Gemeinde Rudelzhausen (siehe Eingemeindungen). Auf ihn folgte Josef Voichtleitner bis 2002. Mit Amtsantritt 2002 wurde Konrad Schickaneder (CSU) der erste hauptamtliche Bürgermeister der Gemeinde Rudelzhausen. 2002 hatte er sich in einer Stichwahl um das Bürgermeisteramt gegen Hans Neumaier (FW) durchgesetzt, 2008 trat er ohne Gegenkandidaten an. Bei der Wahl 2014 gewann er gegen Hans Teibl (FW). Im Mai 2020 erhielt er die Ehrenbezeichnung Altbürgermeister. Seit 1. Mai 2020 ist Michael Krumbucher (FW) Erster Bürgermeister der Gemeinde Rudelzhausen. Er gewann in einer Stichwahl gegen Robert Forster (CSU).
Der Gemeinderat besteht nach der Kommunalwahl 2020 aus 16 Gemeinderäten:
- Christlich Soziale Union in Bayern (CSU) 6 Sitze
- Freie Wähler Rudelzhausen (FW Rudelzhausen) 6 Sitze
- Bürgerliste Rudelzhausen 2 Sitze
- Engagierte Bürger 2 Sitze

### Wappen
| Wappen Gde. Rudelzhausen | Blasonierung: „In Blau ein silberner Pferderumpf, zwischen den Vorderbeinen ein senkrechter, links gewendeter, goldener Bischofsstab.“ |
| Wappen Gde. Rudelzhausen | Wappenführung seit 1981 |

## Wirtschaft und Infrastruktur

### Wirtschaft einschließlich Land- und Forstwirtschaft
Im Jahr 2020 gab es nach der amtlichen Statistik im Bereich der Land- und Forstwirtschaft zehn, im produzierenden Gewerbe 108 und im Bereich Handel und Verkehr 174 sozialversicherungspflichtig Beschäftigte am Arbeitsort. In sonstigen Wirtschaftsbereichen waren am Arbeitsort 174 Personen sozialversicherungspflichtig beschäftigt. Sozialversicherungspflichtig Beschäftigte am Wohnort gab es 1601. Im verarbeitenden Gewerbe gab es keine, im Bauhauptgewerbe drei Betriebe. Zudem bestanden im Jahr 2016 68 landwirtschaftliche Betriebe mit einer landwirtschaftlich genutzten Fläche von 2162 ha, davon waren 1890 ha Ackerfläche und 244 ha Dauergrünfläche.

### Verkehr
Die Hallertauer Lokalbahn, die Rudelzhausen mit Mainburg, Freising und Wolnzach verband, wurde stillgelegt. Durch den Ort führt die Bundesstraße 301. Rudelzhausen hat eine Busverbindung nach Freising und Mainburg mit der MVV-Buslinie 602.

### Bildung
2021 gab es folgende Einrichtungen:
- Zwei Kindertageseinrichtungen: 142 genehmigte Plätze mit 126 Kindern
- Eine Volksschule: zwölf Lehrer, 155 Schüler